# Aéroport international de Gafsa-Ksar
Pour les articles homonymes, voir GAF.
L'aéroport international de Gafsa-Ksar (code IATA : GAF • code OACI : DTTF) (arabe : مطار قفصة قصر الدولي) dessert la ville de Gafsa. Situé à trois kilomètres au nord-est de la ville, sur le territoire de la municipalité d'El Ksar, il est mis en exploitation en 1999.
L'aéroport, d'une superficie de cinquante hectares, accueille 9 838 passagers en 2005.
Des mesures gouvernementales en matière de tarification ont été décidées afin d'encourager le développement de l'activité de cet aéroport, qui a été exonéré des redevances aéronautiques jusqu'au 13 décembre 2008.
Comme la grande majorité des aéroports tunisiens, l'aéroport est géré par l'Office de l'aviation civile et des aéroports.

## Situation
| \| 50 km1:6 099 000 \| Djerba · Zarzis Tunis · Carthage Enfidha · Hammamet Gabès · Matmata Gafsa · Ksar Monastir · Habib-Bourguiba Sfax · Thyna Tabarka · Aïn Draham Tozeur · Nefta El Borma Remada Borj · El Amri |
| 50 km1:6 099 000 |

## Compagnies et destinations
| Compagnies       | Destinations                          |
| ---------------- | ------------------------------------- |
| Tunisair Express | Gabès-Matmata, Tozeur, Tunis-Carthage |